# Neuropeptidni FF receptor
Neuropeptidni FF receptori su članovi familije G-protein spregnutih receptora, integralnih membranskih proteina koji vezuju modulatorne neuropeptide bola AF i FF. Za ove neuropeptide se smatra da učestvuju u modulaciji funkcija opioidnog receptora u mozgu i kičmenoj moždini, i da imaju bilo sposobnost umanjenja ili povećanja dejstva receptora u zavisnosti od tipa tkiva u kome su oslobođeni, što odražava kompleksnu ulogu neuropeptida FF u odgovoru na bol.

## Ligandi

### Agonisti
- Neuropeptid AF
- Neuropeptid FF

### Antagonisti
- (1 / 1 antagonist)[8][9]
- [10][11]

## Literatura
1. ↑  Parker RM, Copeland NG, Eyre HJ, Liu M, Gilbert DJ, Crawford J, Couzens M, Sutherland GR, Jenkins NA, Herzog H (2000). „Molecular cloning and characterisation of GPR74 a novel G-protein coupled receptor closest related to the Y-receptor family”. Brain Res. Mol. Brain Res. 77 (2): 199—208. PMID 10837915. doi:10.1016/S0169-328X(00)00052-8.
2. ↑  Elshourbagy NA, Ames RS, Fitzgerald LR, Foley JJ, Chambers JK, Szekeres PG, Evans NA, Schmidt DB, Buckley PT, Dytko GM, Murdock PR, Milligan G, Groarke DA, Tan KB, Shabon U, Nuthulaganti P, Wang DY, Wilson S, Bergsma DJ, Sarau HM (2000). „Receptor for the pain modulatory neuropeptides FF and AF is an orphan G protein-coupled receptor”. J. Biol. Chem. 275 (34): 25965—71. PMID 10851242. doi:10.1074/jbc.M004515200.
3. ↑  Yang HY, Iadarola MJ (2006). „Modulatory roles of the NPFF system in pain mechanisms at the spinal level”. Peptides. 27 (5): 943—52. PMID 16443306. doi:10.1016/j.peptides.2005.06.030.
4. ↑  Roumy M, Lorenzo C, Mazères S, Bouchet S, Zajac JM, Mollereau C (2007). „Physical association between neuropeptide FF and micro-opioid receptors as a possible molecular basis for anti-opioid activity”. The Journal of Biological Chemistry. 282 (11): 8332—42. PMID 17224450. doi:10.1074/jbc.M606946200.
5. ↑  Yang HY, Tao T, Iadarola MJ (2008). „Modulatory role of neuropeptide FF system in nociception and opiate analgesia”. Neuropeptides. 42 (1): 1—18. PMID 17854890. doi:10.1016/j.npep.2007.06.004.
6. ↑  Betourne A, Familiades J, Lacassagne L, Halley H, Cazales M, Ducommun B, Lassalle JM, Zajac JM, Frances B (2008). „Decreased motivational properties of morphine in mouse models of cancerous- or inflammatory-chronic pain: implication of supraspinal neuropeptide FF(2) receptors”. Neuroscience. 157 (1): 12—21. PMID 18804517. doi:10.1016/j.neuroscience.2008.08.045.
7. ↑  Cline MA, Mathews DS (2008). „Anoretic effects of neuropeptide FF are mediated via central mu and kappa subtypes of opioid receptors and receptor ligands”. General and Comparative Endocrinology. 159 (2-3): 125—9. PMID 18823989. doi:10.1016/j.ygcen.2008.09.001.
8. ↑  Mollereau C, Mazarguil H, Marcus D, Quelven I, Kotani M, Lannoy V, Dumont Y, Quirion R, Detheux M, Parmentier M, Zajac JM (2002). „Pharmacological characterization of human NPFF(1) and NPFF(2) receptors expressed in CHO cells by using NPY Y(1) receptor antagonists”. Eur. J. Pharmacol. 451 (3): 245—56. PMID 12242085. doi:10.1016/S0014-2999(02)02224-0.
9. ↑  Fang Q, Guo J, He F, Peng YL, Chang M, Wang R (2006). „In vivo inhibition of neuropeptide FF agonism by BIBP3226, an NPY Y1 receptor antagonist”. Peptides. 27 (9): 2207—13. PMID 16762456. doi:10.1016/j.peptides.2006.04.002.
10. ↑  Fang Q, Wang YQ, He F, Guo J, Guo J, Chen Q, Wang R (2008). „Inhibition of neuropeptide FF (NPFF)-induced hypothermia and anti-morphine analgesia by RF9, a new selective NPFF receptors antagonist”. Regulatory Peptides. 147 (1-3): 45—51. PMID 18276024. doi:10.1016/j.regpep.2007.12.007.
11. ↑  Wang YQ, Guo J, Wang SB, Fang Q, He F, Wang R (2008). „Neuropeptide FF receptors antagonist, RF9, attenuates opioid-evoked hypothermia in mice”. Peptides. 29 (7): 1183—90. PMID 18406009. doi:10.1016/j.peptides.2008.02.016.

## Spoljašnje veze
- „Neuropeptide FF Receptors”. IUPHAR Database of Receptors and Ion Channels. International Union of Basic and Clinical Pharmacology. Архивирано из оригинала 03. 03. 2016. г.
- neuropeptide+FF+receptor на 